# Brasserie Castelain
Die Brasserie Castelain ist eine französische Familienbrauerei. Sie befindet sich in Bénifontaine, nahe Lens, im Département Pas-de-Calais. 
Im Jahre 1966 übernahmen Roland Castelain und seine Frau die Brauerei von Bénifontaine, die 1926 gegründet worden war. 1978 folgte die Übernahme der Brauerei durch ihre Kinder Yves und Annick Castelain. Ein Jahr später entwickelte Yves Castelain das helle Bière de garde Ch’ti blonde. 1986 brachte die Brauerei das erste biologische Bier Frankreichs, Jade, auf den Markt. 
Unter der Marke Ch’ti braut die Brasserie Castelain typische nordfranzösische Bières de garde, in mehreren Variationen, das helle Ch’ti blonde, das bernsteinfarbene Ch’ti ambrée, das Ch’ti triple. Es werden auch andere Biersorten auf den Markt gebracht, wie etwa das Maltesse oder das biologische Bier Jade, sowie saisonale Biere. 
Die Brasserie Castelain belieferte den 2008 herausgekommenen Film Willkommen bei den Sch’tis (Bienvenue chez les Ch’tis) mit Ch’ti-Bier, sowie alten Bierkästen und Bierwerbungen. Dank seines Erscheinens in dieser Komödie von Dany Boon stieg die Nachfrage nach Ch’ti-Bier und die Familienbrauerei aus dem Pas-de-Calais konnte eine frankreichweite Bekanntheit erlangen.
Die Brasserie Castelain hat heute einen Bierausstoß von 48.000 Hektoliter.